# Nóvoie Pole
Nóvoie Pole (en rus: Новое Поле) és un poble de l'óblast d'Omsk, a Rússia, que en el cens del 2010 tenia 3 habitants. Pertany al districte rural de Mariànovka.